# The Sims 4: Growing Together
The Sims 4: Growing Together je trinaesti paket proširenja za igru The Sims 4. Paket je objavljen 1. veljače 2023. Može se smatrati nasljednikom The Sims 2: Family Fun Stuff i The Sims 3: Generations, s naglaskom na obitelj, djetinjstvo i međugeneracijske aktivnosti. Uključuje novi urbani svijet pod nazivom San Sequoia, koji je temeljen na zaljevskom području San Francisca.

## Dodaci

### Novi objekti
- Društvene igre i puzzle
- Top za proslavu
- Stol za previjanje
- Bicikl za djecu
- Nosiljke za dojenčad
- Igraća podloga za dojenčad
- Kutije za uspomene
- Kolaže fotografija
- Stolice za ljuljanje
- Vreće za spavanje
- Vodeni tobogani
- Kovčezi
- Ljuljačke
- Tobogan za mališane
- Klavir

### Novi događaji
- Baby shower
- Obiteljsko okupljanje
- Prespavanac

### Nove težnje
- Kreativni genije (dijete)
- Um i tijelo (dijete)
- Kapetan igre (dijete)
- Slumber Party Animal (dijete)

### Nova radiostanica
- Soul

### Novi televizijski programi
- Brainchild Learning
- Sitcom Central
- Scare Max

### Novi lotovi zadaci
- Rekreacijski centar

### Nove kategorije sviđa/ne sviđa mi se
- Teme za razgovor
- Sim osobine

### Druge nove značajke
- Izgaranje (engl. burnout)
- Djeca uče voziti bicikl
- Djeca gube mliječne zube
- Samopouzdanje djece
- Narukvice prijateljstva
- Osobine dojenčadi i male djece
- Hrana samo za dojenčad
- Kriza srednjih godina
- Otkazi
- Mogućnost stjecanja novih osobina / promjena postojećih u suprotne (moguće ih je prihvatiti ili odbiti)
- Privremeni boravci kod Simova
- Konkurenti na radnom mjestu